# Fédération internationale de racquetball
Pour les articles homonymes, voir IRF.
La Fédération internationale de racquetball  (en anglais et officiellement International Racquetball Federation) (IRF)  est une association sportive internationale qui fédère plus de 80 fédérations nationales du monde entier.
Elle est responsable du classement mondial des équipes nationales, de la définition des règles officielles et de l'organisation de compétitions internationales majeures.
L'IRF est affiliée à l'Association générale des fédérations internationales de sports et à l'Association des fédérations internationales de sports reconnues par le Comité international olympique dès 1985. Elle est également partie prenante de l'Agence mondiale antidopage.
Le racquetball était l’un des membres fondateurs des Jeux mondiaux organisés pour la première fois en 1981. Il a été inclus dans cinq Jeux continentaux reconnus par le CIO, y compris les Jeux panaméricains, depuis 1995.

## Events
Source:
- Racquetball World Championships
- International Racquetball Tour
- Ladies Professional Racquetball Tour
- European Racquetball Championships - 2023-09-13 21th ERF European Racquetball Championships
- Pan American Racquetball Championships
- Asian Racquetball Championships
- European Racquetball Tour - European Racquetball Tour (ERT) was established in 1999
- March 22 – 30, 2024 XXXV Pan American Championship
- April 05 – 14, 2024 I Bolivarian Youth Games
- August 23 – 31, 2024 XXII World Championships
- September, 2024 XXXIX World Senior Championships
- November 2024 XX Asia Championships
- 2024 XXXV World Junior Championships
- August 07 – 17, 2025 XII The World Games
- 2026 XXV Central American and Caribbean Games
- 2026 VIII Sud American Games

## Associations membres
La Fédération internationale de racquetball (IRF) a été créée en 1979 avec 13 fédérations nationales de racquetball sur quatre continents avant de s’étendre rapidement à plus de 70 pays.
| Afrique                                                                              | Amériques | Asie | Europe | Océanie                                                                   |
| ------------------------------------------------------------------------------------ | --- | --- | --- | ------------------------------------------------------------------------- |
| - Cameroun - Égypte - Érythrée - Ghana - Liban - Nigeria - Afrique du Sud - Zimbabwe | Amérique centrale et Caraïbes - Antigua-et-Barbuda - Aruba - Bahamas - Barbade - Belize - Bermudes - Îles Vierges britanniques - Caïmans - Costa Rica - Cuba - République dominicaine - Salvador - Guatemala - Haïti - Honduras - Jamaïque - Nicaragua - Panama - Porto Rico - Saint-Christophe-et-Niévès - Trinité-et-Tobago - Îles Vierges des États-Unis Amérique du Sud - Argentine - Bolivie - Brésil - Chili - Colombie - Équateur - Paraguay - Pérou - Uruguay - Venezuela Amérique du Nord - Canada - Mexique - États-Unis | - Samoa américaines - Bahreïn - Chine - Taipei - Hong Kong - Inde - Indonésie - Iran - Irak - Israël - Japon - Corée du Sud - Koweït - Laos - Malaisie - Népal - Pakistan - Palaos - Philippines - Mariannes du Nord - Arabie saoudite - Singapour - Tadjikistan - Émirats arabes unis - Viêt Nam | - Arménie - Autriche - Belgique - Catalogne - République tchèque - Danemark - Angleterre - Finlande - France - Allemagne - Grèce - Hongrie - Islande - Irlande - Italie - Lituanie - Luxembourg - Moldavie - Pays-Bas - Norvège - Pologne - Suède - Suisse - Turquie - Ukraine | - Australie - Îles Cook - Fidji - Guam - Nouvelle-Zélande - Samoa - Tonga |